# Yes Remixes
A Yes Remixes a Yes egyetlen remixalbuma. Virgil Howe, a gitáros Steve Howe fia a zenét (mely az 1969-es Time & A Word-től az 1980-as Drama-ig bezárólag tartalmazza a számokat) techno-kontextusba helyezte, ezzel drámaian megváltoztatva az eredeti Yes-hangzást. A lemez nem szerepelt sikerrel az eladási listákon.

## Számok
1. Tempus Fugit (Geoff Downes/Trevor Horn/Steve Howe/Chris Squire/Alan White) – 5:07
2. Arriving UFO (Jon Anderson/Steve Howe/Rick Wakeman) – 5:54
3. Heart of the Sunrise (Jon Anderson/Chris Squire/Bill Bruford) – 5:59
4. Starship Trooper (Jon Anderson/Chris Squire/Steve Howe) – 7:33
5. Awaken (Jon Anderson/Steve Howe) – 7:48
6. Sound Chaser (Jon Anderson/Chris Squire/Steve Howe/Rick Wakeman/Alan White/Patrick Moraz) – 5:24
7. Ritual (Jon Anderson/Chris Squire/Steve Howe/Rick Wakeman/Alan White) – 6:20
8. Siberian Khatru (Jon Anderson; egyes részek Jon Anderson/Steve Howe/Rick Wakeman által) – 5:26
9. Five Per Cent for Nothing (Bill Bruford) – 4:40
10. No Opportunity Necessary, No Experience Needed (Richie Havens) – 4:44
11. No Clowns (Jon Anderson) – 3:15